# 獅子王 (刀)
獅子王（ししおう）は、平安時代に作られたとされる日本刀（太刀）である。刀身と拵（外装）が一括で日本の重要文化財に指定されており、東京都台東区にある東京国立博物館に所蔵されている。

## 概要
平安時代末期の大和刀工の作ともみられている。ただし、刀工の個名については諸説あり、作者不詳『古今銘盡大全』（慶長16年）、仰木伊織著『古刀銘盡大全』（寛政3年）、大西義方著『以呂波部類　古今刀剣銘盡』（文政10年）は豊後定秀、『享保名物帳』には備前実成と伝えるなど諸説ある。
「獅子王」とは刀身に付けられた「号」であり、刀身自体には銘はない。『源平盛衰記』によれば獅子王丸と呼ばれたともされる。1971年（昭和46年）6月22日に拵（こしらえ、外装）と一括で重要文化財に指定された。指定名称は刀身が「太刀 無銘」（たち むめい）、拵が「黒漆太刀拵」（こくしつたちこしらえ）である。なお拵は刀身の附（つけたり）指定ではなく本指定である。

『田村三代記』の末尾には屋代本『平家物語』や『源平盛衰記』の「剱の巻」に相当する部分が挿入される。古態を残す渡辺本『田村三代記』の「つるぎ譚」によると、鈴鹿御前の形見として三明の剣のうち田村丸利仁に託された大通連・小通連が田村に暇乞いをして天に登り、3つの黒金となったものを箱根の小鍛冶に打たせたものがあざ丸・しし丸・友切丸の3つの剣である。
『平家物語』と『源平盛衰記』は、獅子王は都を騒がせた鵺を仕留めた恩賞として天皇から源頼政に下賜されたとものであるとの伝承を伝えている。この刀は頼政の子孫である但馬国竹田城城主斎村政広（赤松広秀）へと受け継がれたが、政広が関ヶ原の戦いにおいて鳥取城下を焼き払った事が原因で徳川家康に切腹を命じられた際、家康に没収された。
この後、獅子王は家康から頼政の子孫とされる土岐頼次へと与えられた。土岐家に代々伝えられた獅子王は、明治時代皇室へと献上されることでその手元へと戻ることになった。現在東京国立博物館に所蔵されているのはこの刀であるとされるが、福永酔剣は元々獅子王が天皇から下賜されたという経緯からこれは本来飾太刀であったはずだとし、武用刀である東京国立博物館の所蔵品は真物ではないのではないかとしている。
1871年（明治4年）に八田知紀が記した『薩隅日地理纂考』は、この土岐家のものとは別の獅子王の伝来について記している。頼政の子孫である大隅の旧族廻氏には鵺退治に用いられた金剛剣とその褒賞の獅子王が共に伝えられていた。1673年(寛文13年)、廻頼次はこの二刀を現代の鹿児島県霧島市福山にある宮浦神社へと奉納したとされる。ただし福永はこの金剛剣と獅子王について、真物とは認めがたいとしている。

## 作風

### 刀身
刃長二尺五寸五分（約77.3センチメートル）反り9分（約2.7センチメートル）、鎬造の庵棟、鎬高く幅広く腰反り高い、カマス切先で地刃に平安期大和物の特色の強い、典型的太刀体配の太刀である。
重ね（刀身の厚み）が薄く身幅が低い（刀身の幅が狭い）、同時代のものと比べても全体的に小振りな太刀で、源頼政が拝領した際には三尺五分五寸（102.5センチ）の大太刀であったとする資料もあるため、現状の刀身は摺り上げが行われたうえ作刀時からは大幅に研ぎ減っている状態であるとの解釈もあった。しかし、生ぶ茎（うぶなかご）であり、摺り上げや研ぎ減りによる作刀後の体配（刀全体のシルエット）の変化が見受けられないこと、また後世に体配が変えられたとすると附随する拵えの製作年代との整合性が取れないことから、小太刀として作成されたものではないか、とも考えられている。

### 外装

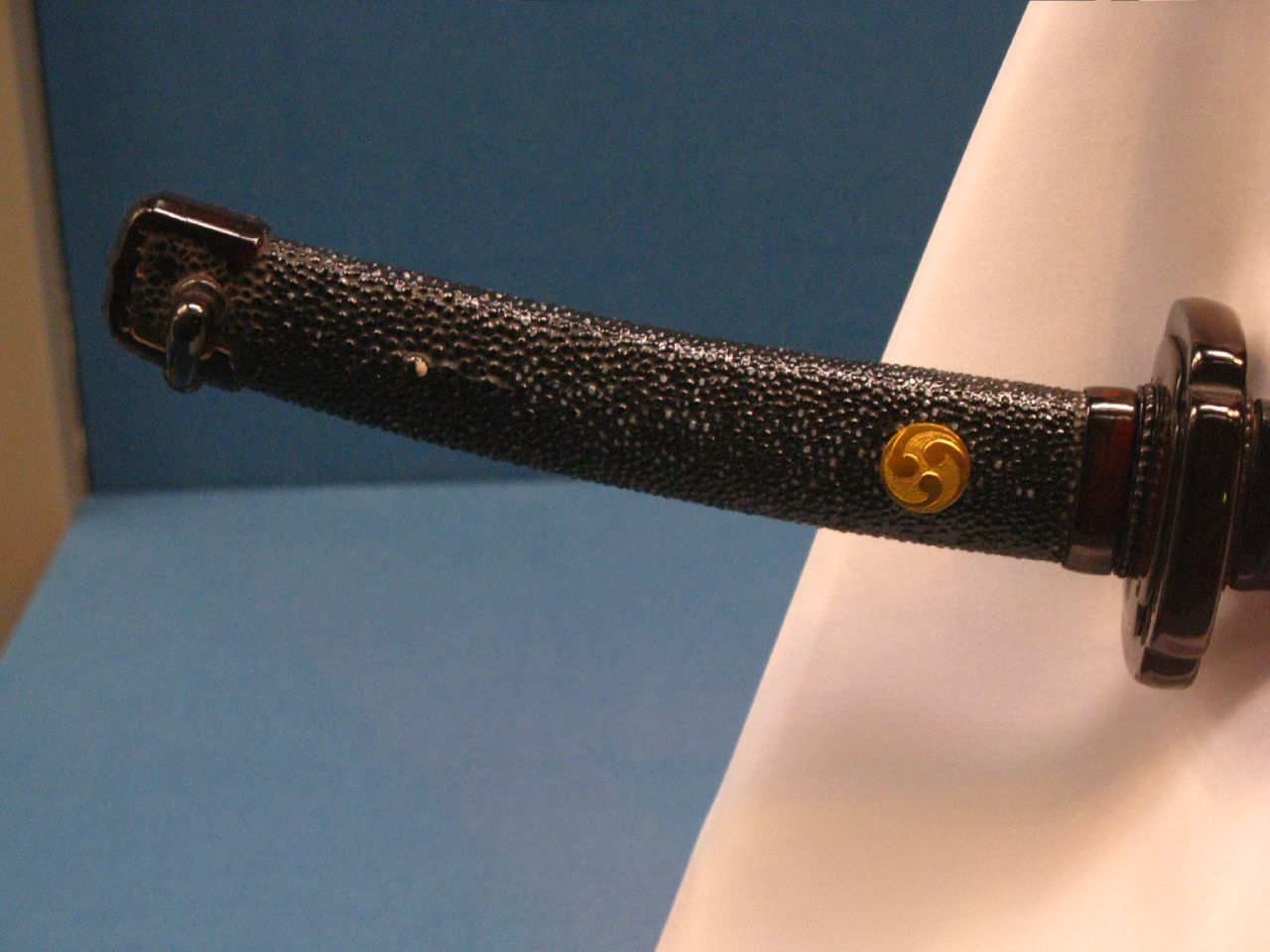
獅子王の拵　柄

刀身と併せて外装として黒漆塗糸巻太刀様式の拵えが現存しており、通常見られる他の太刀拵と比べて足金物の一の足と二の足の間隔が非常に大きいのが特徴で、これは他にあまり例を見ない独特の様式である。鞘、柄、及び大切羽付の木瓜形練革鍔と山金製金具の全体に渡って黒漆を掛けた上から鞘には黄地錦を巻いた上に紺色の糸で渡巻を施されている。柄は現状では剥出しにした鮫皮に黒漆を掛けている黒漆掛出鮫柄であるが、往時には柄には鞘と同色の下地錦と柄巻が施されていたものと考えられている。目貫には金鍍金巴紋容彫りの銀製丸目貫を配しているが、これは後世の追補である。これら刀身、外装に加えて橙色錦包の太刀緒が附属する。
この「号　獅子王」の黒漆塗糸巻太刀の拵えは、平安期に作られたものとしてはほぼ製作当初のままの外装を残している貴重な刀剣の一つである、とされているが、鞘の渡巻と下地錦部分については、黒漆塗りの施された部分に比べてさほどの経年変化が見られないことや、不完全な状態ながら現代に伝わっている同時代の太刀拵と比較すると、実戦用の実用太刀であれば糸巻や下地錦を用いることの無い様式であったと見るのが自然なため、目貫と共に渡巻及び下地錦は後世の追補であるとの考察もある。

## 写し・復元刀
鳥取城攻めの際に城下町を焼き払ったとして切腹を命じられた斎村政広の名誉回復を目的とする「赤松広秀を弔う実行委員会」が、写しの作成のためクラウドファンディングで資金調達を行った。資金は目標の300万円を上回る381万円集まり、これは2015年に公開されたPCブラウザ・スマホアプリゲームである『刀剣乱舞』において、刀剣男士として獅子王をモデルとしたキャラクターが登場したことをきっかけに「刀剣女子」のブームが後押ししたという。
写しの作成は佐用町の刀工である高見國一によって行われ、2018年（平成30年）4月には竹田城跡に奉納された。また、2019年（平成31年）4月29日に行われた「第40回頼政祭」では、兵庫県西脇市高松町の長明寺にて頼政の墓前に供えられた。